# Monique Loudières
Monique Loudières (Choisy-le-Roi, 15 aprile 1956) è un'ex ballerina francese, prima ballerina del balletto dell'Opéra di Parigi dal 1982 al 1996.

## Biografia
Dopo aver studiato alla scuola di danza dell'Opéra di Parigi dal 1967 al 1972, all'età di sedici anni si è unita al corps de ballet della compagnia e tre anni più tardi è stata promossa a solista. Nel 1981 Rudol'f Nureev l'ha scelta per danzare il ruolo di Kitri nel suo Don Chisciotte e al termine della rappresentazione Rosella Hightower l'ha procalamta danseuse étoile.
Nei quindici anni successivi ha danzato tutti i maggiori ruoli femminili del repertorio classico e moderno, tra cui Giselle in Giselle, Giulietta in Romeo e Giulietta, Manon ne L'histoire de Manon, Esmeralda nel Notre-Dame de Paris di Roland Petit e Tatiana nell'Onegin di John Cranko.
Inoltre ha danzato coreografie di John Neumeier, George Balanchine, Serge Lifar, Paul Taylor, Kenneth MacMillan, Martha Graham, Twyla Tharp, Alvin Ailey, Jiří Kylián, William Forsythe e Mats Ek, oltre che coreografie moderne di Daniel Larrieu, Joelle Bouvier, Régis Obadia e Blanca Li. Ha danzato spesso come partner di Nureev sulle scene.
Dopo il ritiro dalle scene nel 1996,nel 2000 Rosella Hightower le ha offerto il ruolo di direttrice dell'École supérieure de danse di Cannes, una posizione che ha ricoperto fino al 2009.